# Pietro Priuli
Pietro Priuli (Venezia, 14 maggio 1669 – Venezia, 22 gennaio 1728) è stato un cardinale e vescovo cattolico italiano.

## Biografia
Nacque da Alvise di Giovanni Priuli e da Vittoria di Agostino Ottoboni, secondo di cinque figli maschi.
Un fratello del padre, Lorenzo (in religione Girolamo), era stato vescovo di Lesina, ma a spianare la sua carriera ecclesiastica fu il prozio Pietro Ottoboni, che nel 1689 fu eletto papa con il nome di Alessandro VIII. Fattosi abate, riuscì ad entrare nelle grazie del successore Innocenzo XII il quale, il 6 luglio 1694, lo creò referendario utriusque signaturae; di conseguenza, si portò a Roma.
Senza passare, come di consueto, per la carica di uditore di Rota, raggiunse quella di presidente della Camera apostolica e il 17 maggio 1706 fu creato cardinale diacono di Sant'Adriano da Clemente XI. Il 17 dicembre successivo ottenne gli ordini sacri e nello stesso anno, spirato il cardinale Daniele Dolfin, divenne abate commendatario dell'abbazia della Vangadizza, titolo che conservò sino alla morte.
Il 4 settembre 1724 diede inizio al sinodo diocesano che si concluse l'anno seguente con l'emanazione di precetti diretti a rafforzare la disciplina del clero. Per favorirne la diffusione, organizzò una nuova visita pastorale ma, essendo peggiorata la sua salute, dovette affidarla ad altri. Si ritirò quindi a Venezia presso i familiari, ottenendo frattanto la commenda del monastero di Busco.
Morto a soli cinquantotto anni nella città natale, per sua disposizione venne sepolto a Bergamo, nella cattedrale di Sant'Alessandro.

Stemma Priuli

## Genealogia episcopale e successione apostolica
La genealogia episcopale è:
- Cardinale Scipione Rebiba
- Cardinale Giulio Antonio Santori
- Cardinale Girolamo Bernerio, O.P.
- Arcivescovo Galeazzo Sanvitale
- Cardinale Ludovico Ludovisi
- Cardinale Luigi Caetani
- Cardinale Ulderico Carpegna
- Cardinale Paluzzo Paluzzi Altieri degli Albertoni
- Cardinale Flavio Chigi
- Cardinale Emmanuel Théodose de La Tour d'Auvergne
- Papa Clemente XI
- Cardinale Pietro Priuli

La successione apostolica è:
- Vescovo Doimo Zeni (1720)
- Vescovo Valerio Rota (1720)
- Arcivescovo Antun Kadčić (1721)